# Tossal del Pelut
El Tossal del Pelut és una muntanya de 724 metres que es troba al municipi de Barberà de la Conca, a la comarca de la Conca de Barberà.